# Stade Centenario
Le stade Centenario est un stade situé dans le quartier de Parque Batlle à Montevideo, en Uruguay. Il est principalement utilisé pour le football et célèbre également le centenaire de l'indépendance de l'Uruguay.

## Histoire

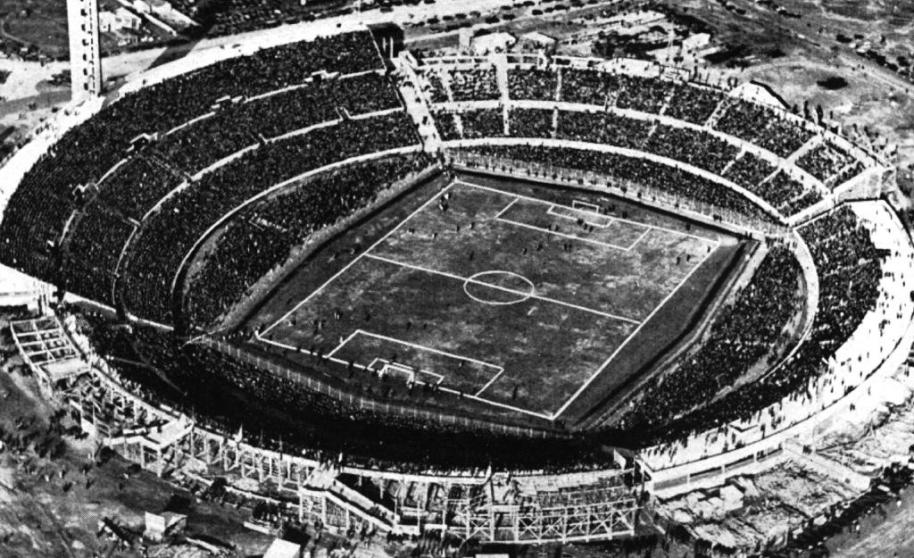
Le stade en 1930.

Construit en vue de la première édition de la coupe du monde de football, et terminé juste à temps, le stade Centenario est l'œuvre de l'architecte Juan Antonio Scasso.
L'architecte a choisi de placer l'aire de jeu sous le niveau du sol naturel, les tribunes de béton sont donc semi-enterrées, ce qui atténue la monumentalité du bâtiment et favorise son intégration dans le site. À l'origine la capacité prévue était de 100 000 places, mais cet objectif a été revu à la baisse afin que le projet soit terminé à temps. Les premiers matchs de la compétition se sont déroulés dans les stades des deux principaux clubs de Montevideo, le Nacional, et Peñarol, laissant quelques jours de délai supplémentaires aux équipes de construction se relayant sur le site.
Le stade Centenario a finalement été inauguré le 18 juillet 1930 lors du premier match disputé par l'équipe d'Uruguay dans le tournoi, face au Pérou, à l'occasion du centenaire de la Constitution uruguayenne,.
Plusieurs rencontres du premier tour ainsi que les deux demi-finales s'y sont déroulées. Le 30 juillet 1930, il accueille la finale de la première coupe du monde au cours de laquelle l'Uruguay s'impose 4 à 2 face à l'Argentine sous les yeux de 60 000 spectateurs.
Par la suite, l'équipe d'Uruguay a joué ses matchs à domicile au stade Centenario, qui est également disponible pour les clubs professionnels. Le Centenario a donc accueilli la Copa América à de nombreuses reprises.

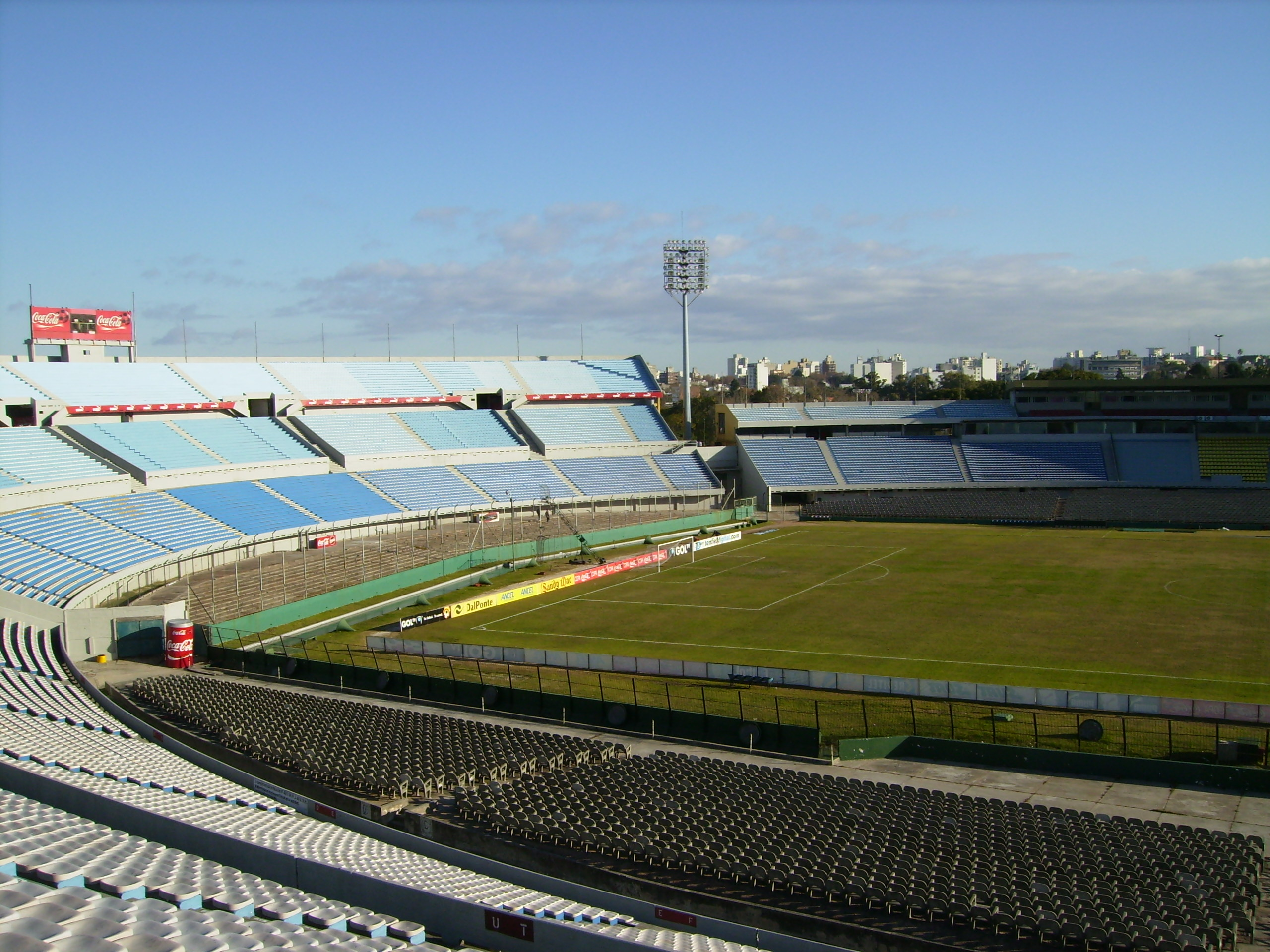
Vue des estrades.

Le stade comprend un musée consacré au football et à la première Coupe du monde. On y retrouve notamment la coupe Jules-Rimet, premier trophée du Mondial.
Le stade Centenario est également une étape pour les artistes en tournée en Amérique du Sud. Eric Clapton puis Sting s'y sont produits en octobre 1990, ainsi que Brian May en novembre 1992 et Paul Simon le 5 décembre 1992.
Pour le centenaire de la Coupe du Monde, le stade devrait organiser le match d’ouverture de la coupe du monde de football 2030, 100 ans après avoir organisé la première édition de la coupe du monde de football.

## Événements
- Coupe du monde de football de 1930
- Copa América 1942
- Copa América 1956
- Copa América 1967
- Mundialito
- Copa América 1995
- Copa Libertadores des moins de 20 ans 2018
- Finale de la Copa Sudamericana 2021
- Finale de la Copa Libertadores 2021
- Match d'ouverture Coupe du monde de football de 2030

## Galerie

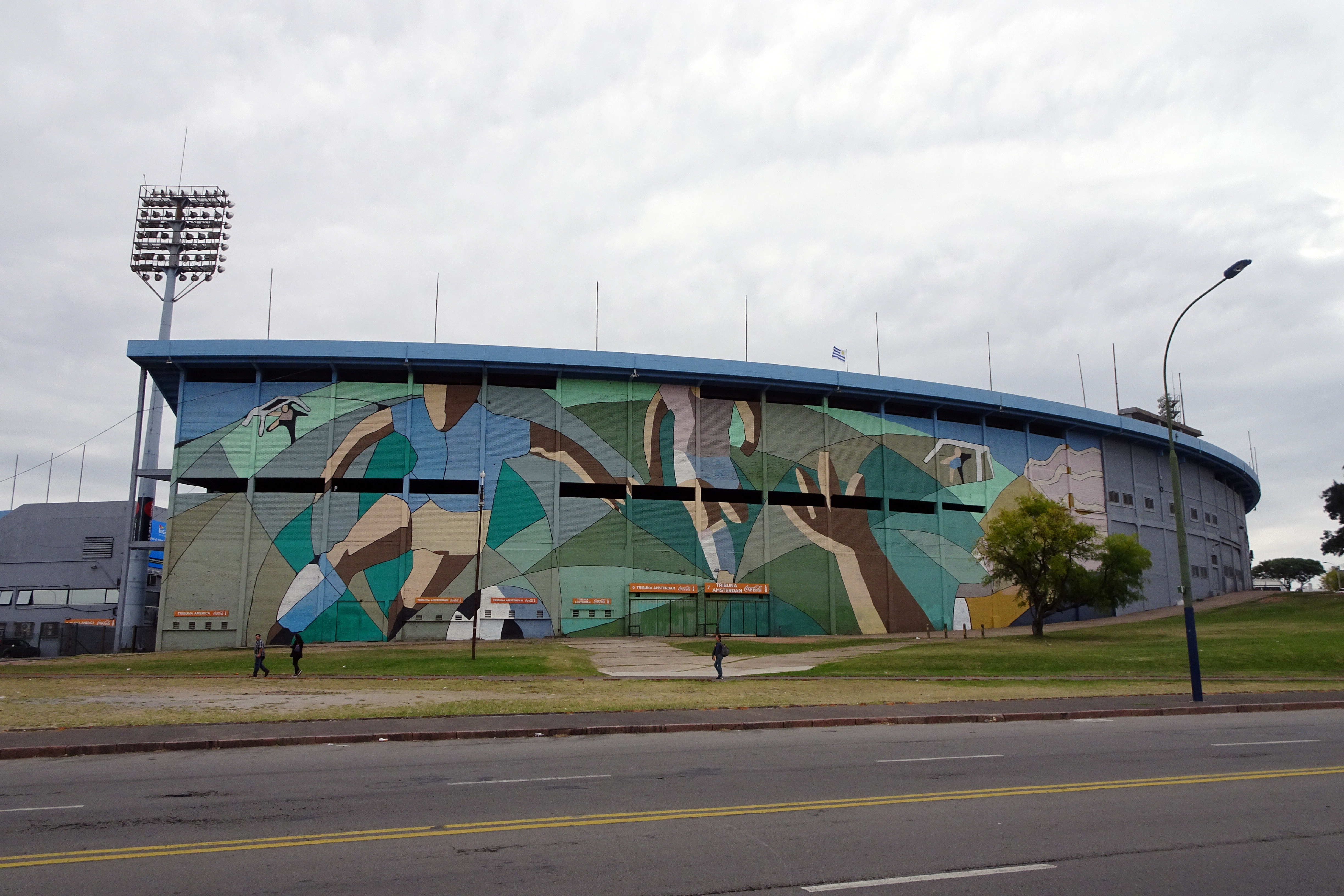
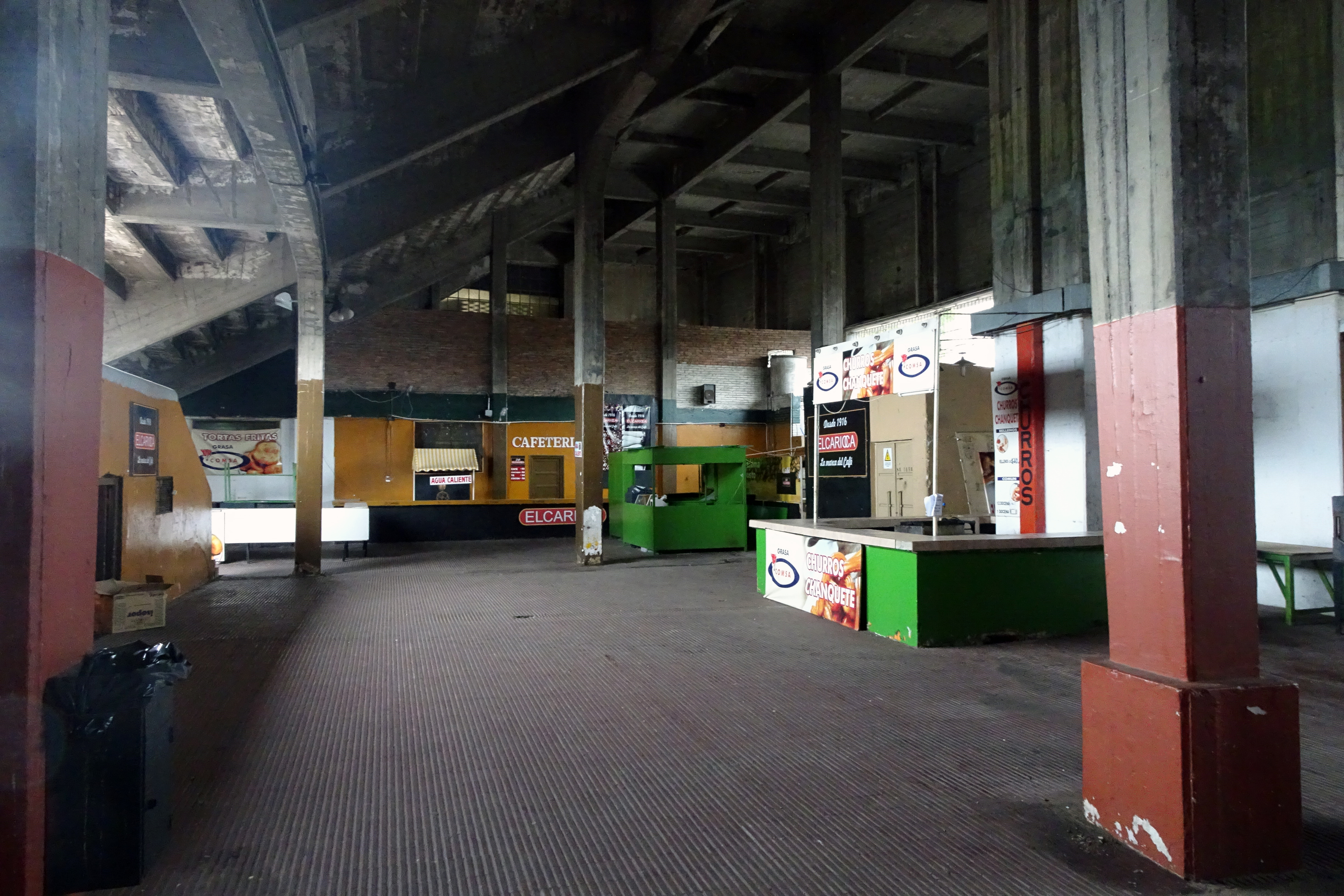
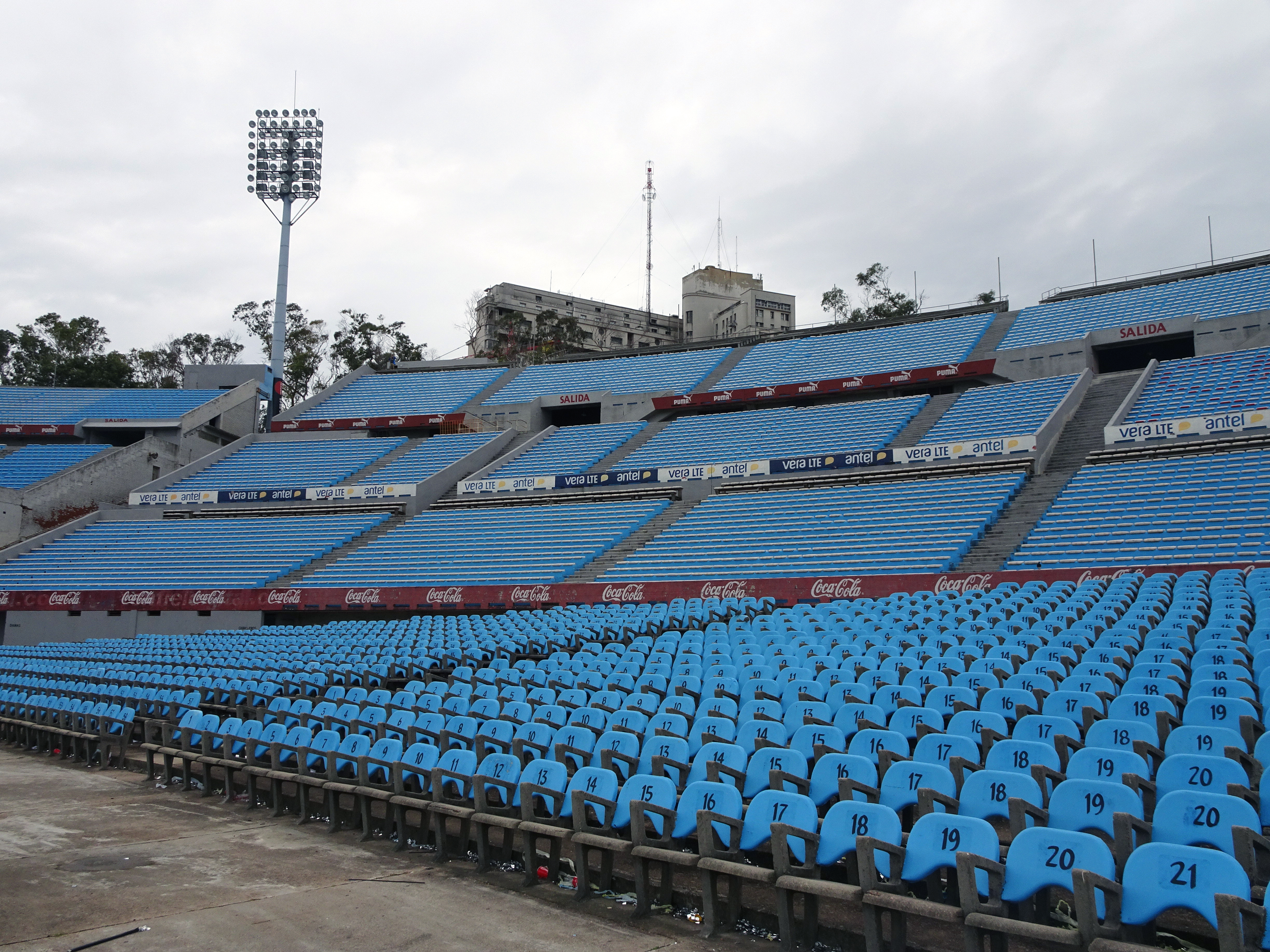
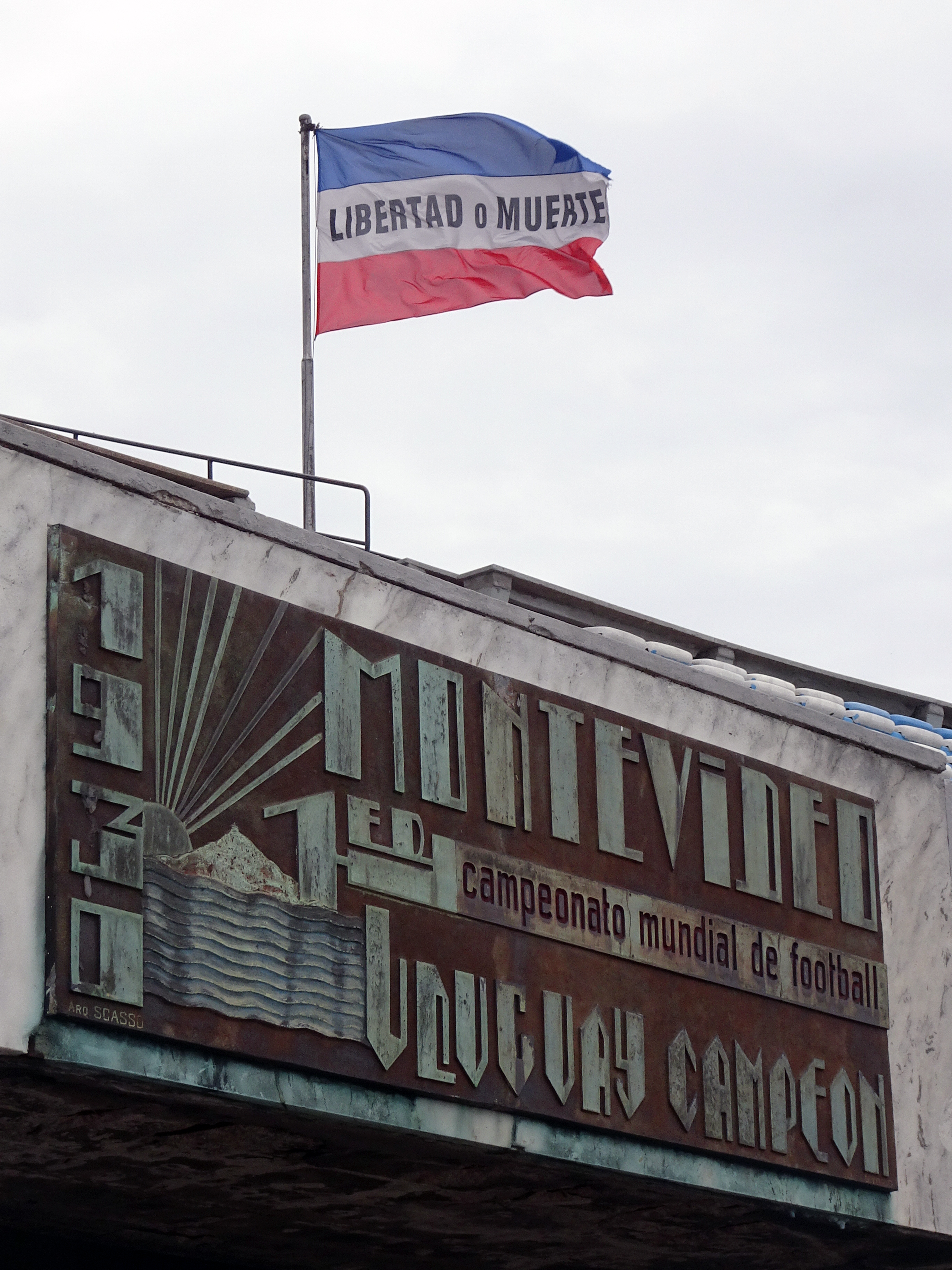
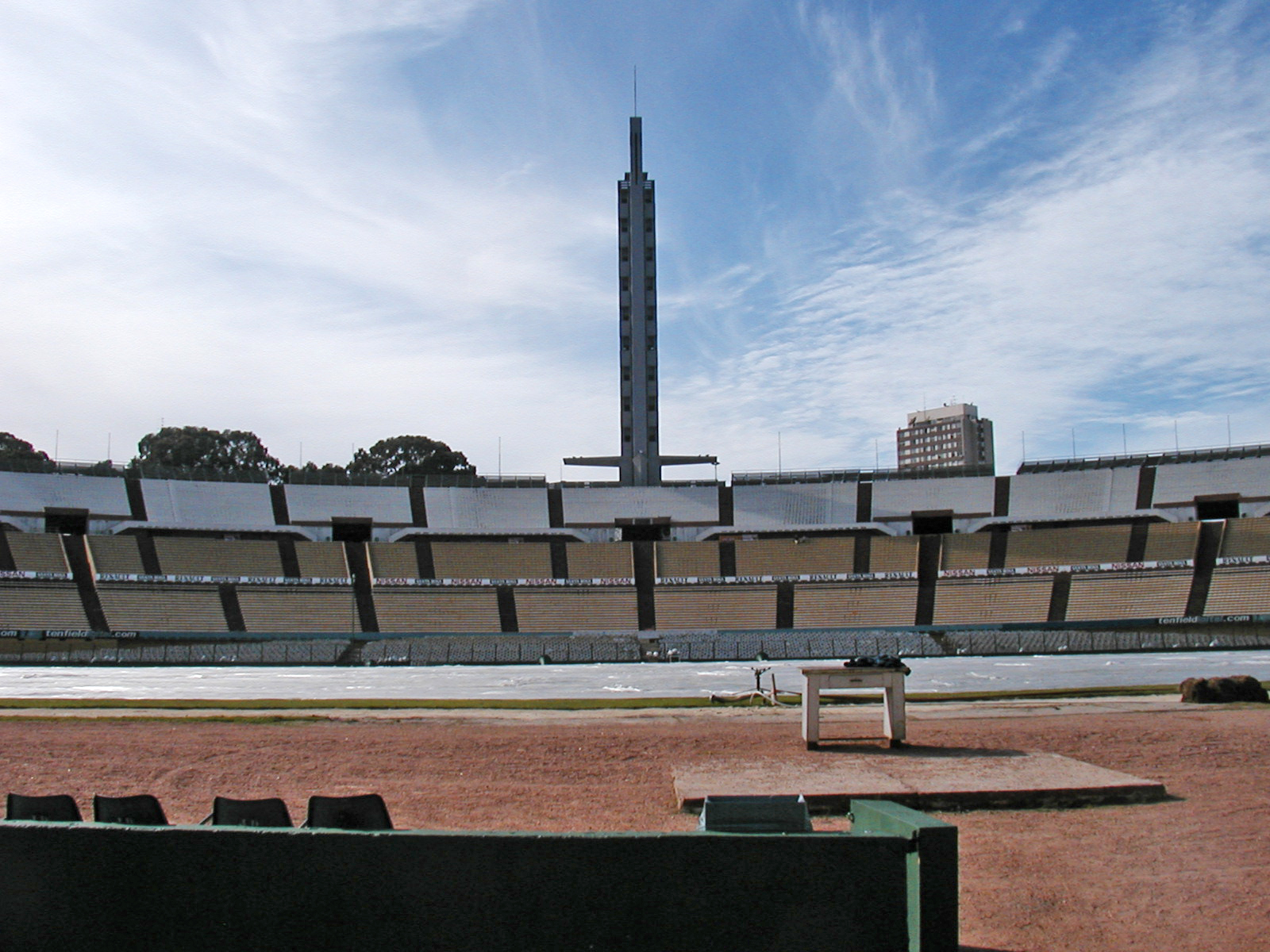
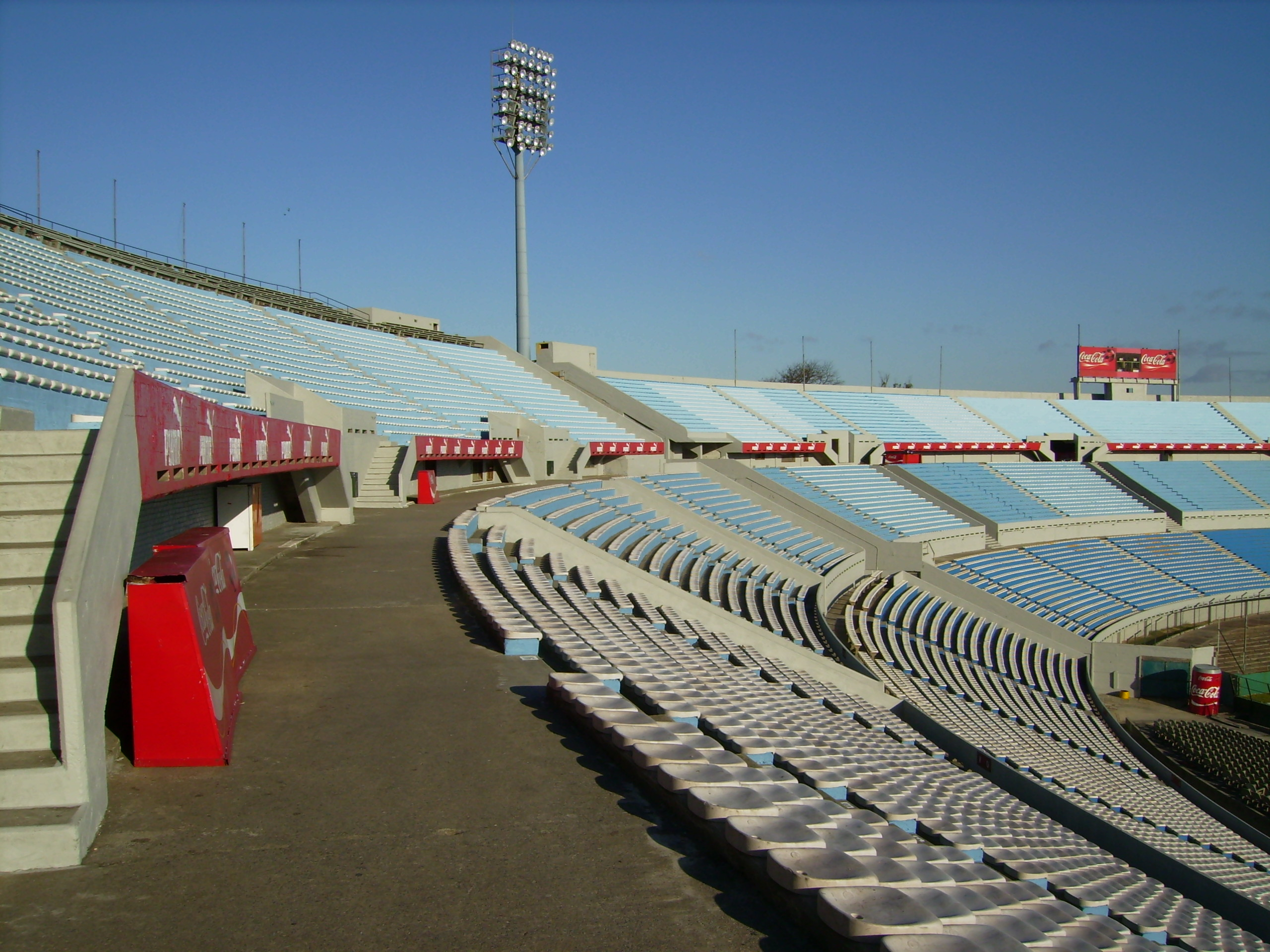
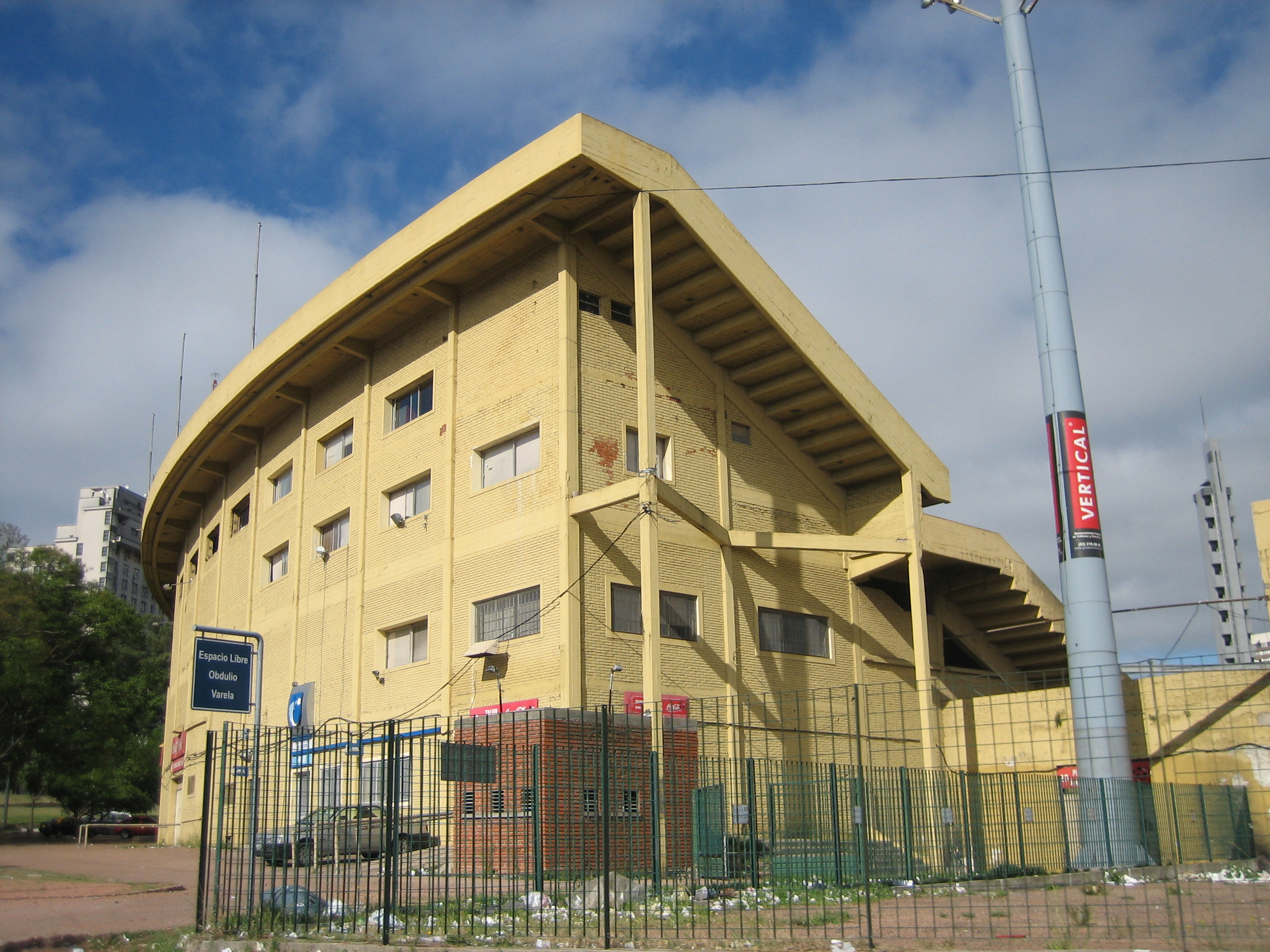
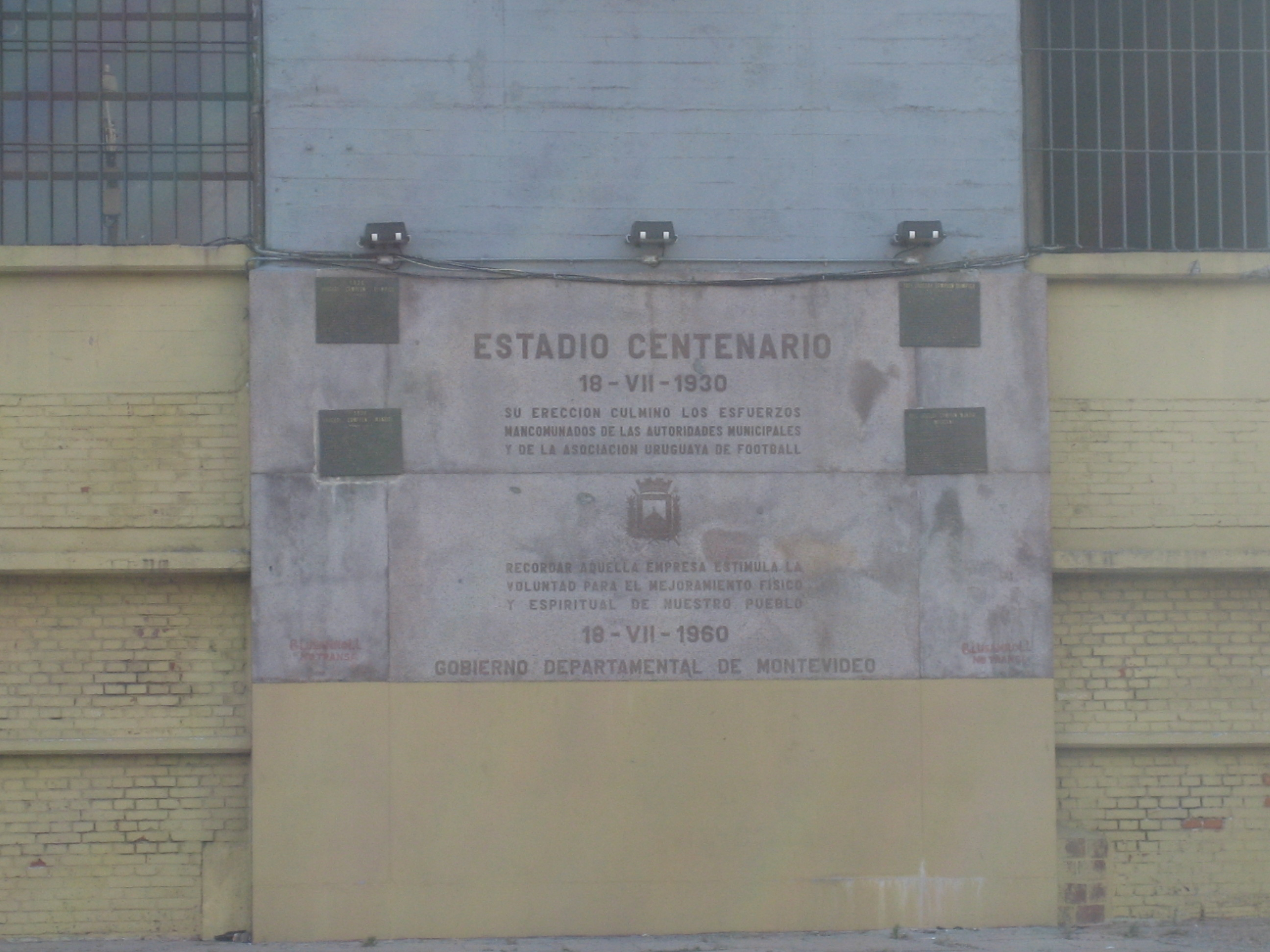
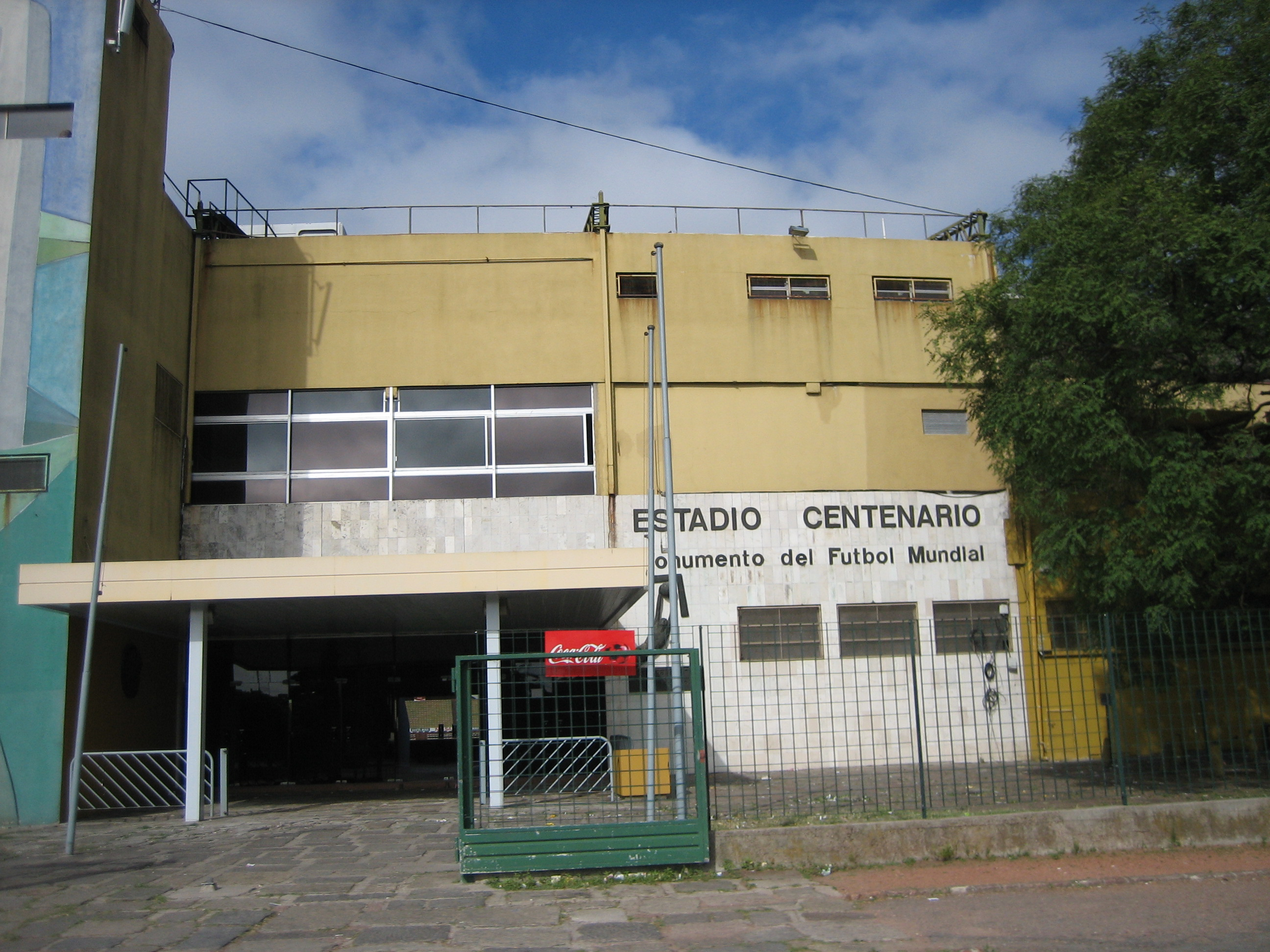